# Jochbein

Schädel in Seitenansicht:
1. Stirnbein (Os frontale)
2. Scheitelbein (Os parietale)
3. Nasenbein (Os nasale)
4. Siebbein (Os ethmoidale)
5. Tränenbein (Os lacrimale)
6. Keilbein (Os sphenoidale)
7. Hinterhauptsbein (Os occipitale)
8. Schläfenbein (Os temporale)
9. Jochbein (Os zygomaticum) (weiß)
10. Oberkiefer (Maxilla)
11. Unterkiefer (Mandibula)

Schädel in Frontalansicht:
1. Stirnbein (Os frontale)
2. Nasenbein (Os nasale)
3. Scheitelbein (Os parietale)
4. Schläfenbein (Os temporale)
5. Keilbein (Os sphenoidale)
6. Tränenbein (Os lacrimale)
7. Jochbein (Os zygomaticum) (weiß)
8. Siebbein (Os ethmoidale)
9. Oberkiefer (Maxilla)
10. Unterkiefer (Mandibula)

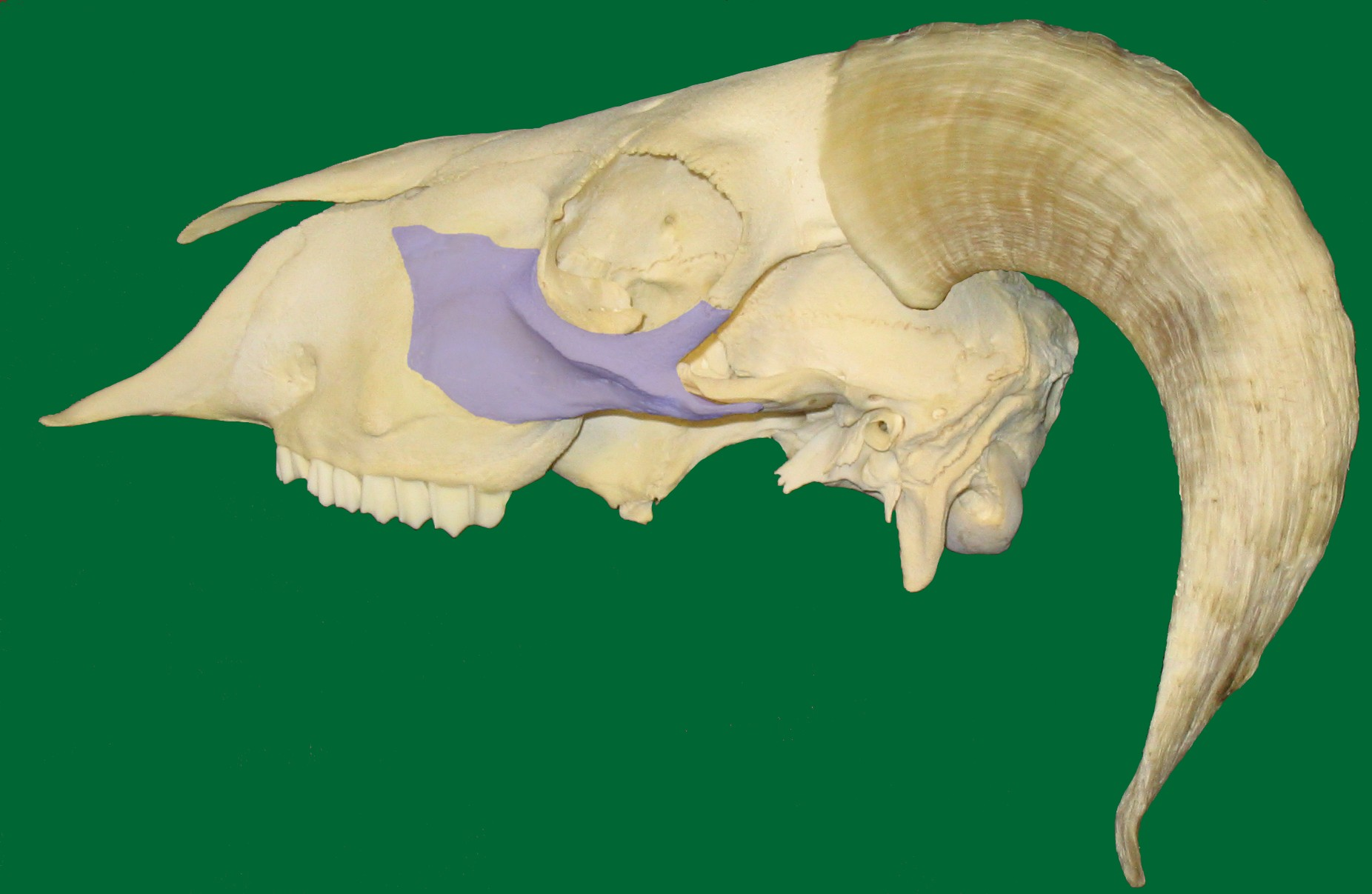
Schädel eines Schafes, Jochbein farbig markiert

Das Jochbein, auch Wangenbein, Wangenknochen, Backenknochen oder Jugale, (lateinisch Os zygomaticum oder Os jugale) ist ein paariger Knochen des Gesichtsschädels am seitlichen Rand der Augenhöhlen. Das Jochbein leitet den Hauptkaudruck, der von den Molaren ausgeht, ab.

## Die drei Flächen des Jochbeins
Das Jochbein weist drei glatte Außenflächen auf:
- Die Wangenfläche (Facies lateralis oder auch Facies malaris; umgangssprachlich oft mit „Wangenknochen“ bezeichnet) ist eine durch die Weichteile des Gesichts tastbare, konvexe Knochenplatte, die in ihrer Mitte eine Knochenöffnung, das Foramen zygomaticofaciale aufweist. Sie ist Ansatzstelle für den Musculus zygomaticus major und den Musculus zygomaticus minor.

- Die Schläfenfläche (Facies temporalis) bildet die konkave Innenfläche des Jochbeins mit dem Foramen zygomatico temporale als Knochenöffnung. Sie fällt nach unten und zur Mitte hin ab und bildet oben die Fossa temporalis, unten die Fossa infratemporalis.

- Die Augenhöhlenfläche (Facies orbitalis, manchmal auch als Processus orbitalis bezeichnet) ist eine glatte Knochenfläche, die zusammen mit dem Oberkiefer und dem Os sphenoidale einen Teil des Bodens und der seitlichen Wand der Augenhöhle bildet. Ungefähr mittig befindet sich eine Knochenöffnung, das Foramen zygomaticoorbitale.

## Die drei Fortsätze des Jochbeins
Ferner verfügt das Jochbein noch über drei Fortsätze:
- Der Stirnkeilbeinfortsatz (Processus frontalis, oder Processus frontosphenoidalis, seltener auch Processus frontosphenoideus) weist zum Kopf hin und artikuliert mit dem Processus zygomaticus des Stirnbeins. Der seitliche Rand der Augenhöhle wird von ihm gebildet.

- Der Oberkieferfortsatz (Processus maxillaris) weist nach vorne und zur Seite und artikuliert mit dem Processus zygomaticus des Oberkiefers. An ihm entspringt der Musculus levator labii superioris.

- Der nach hinten gerichtete Schläfenfortsatz (Processus temporalis) bildet den vorderen Teil des Jochbogens (Arcus zygomaticus) und artikuliert mit dem Processus zygomaticus des Schläfenbeins, das ebenfalls zur Bildung des Jochbogens beiträgt. Am unteren Rand des Schläfenfortsatzes entspringt der Musculus masseter.

## Das Jochbein bei Vögeln
Bei Vögeln ist das Os jugale mit dem Os quadratojugale verwachsen und bildet mit ihm einen Knochenstab, der die Drehung des Quadratums auf den Oberkiefer weiterleitet.